# Polukrug
Polukrug (lat. semicirculus) je geometrijski lik omeđen promjerom kruga i jednom od polukružnica nad tim promjerom.
Rotacijom polukruga oko promjera dobiva se kugla.
Hrvatski izraz „polukrug” spominje Matija Petar Katančić u svojemu djelu Pridhodna Bilixenya od Dillorednog Zemlyomirja (1786./1787.)
Starogrčki amfiteatri (kazališta) imali su polukružno gledalište (koilon), ispresijecano kružnim prolazima (klimakes).